# 19 Dutch
Le 19 Dutch est un gratte-ciel résidentiel à New York aux États-Unis. Placé dans le Financial District de Manhattan, il s'élève à 231 mètres et fut inauguré en 2019.
Le bâtiment a été conçu par Carmel Partners et designé par la société GK+V avec le concours de SLCE Architects